# Ciekawa historia miłości Prema i Jenny
Ciekawa historia miłości Prema i Jenny (hindi: अजब प्रेम की ग़ज़ब कहानी, urdu: Ajab Prem Ki Ghazab Kahaniغضب کہانی) – bollywoodzka komedia miłosna z 2009 roku w reżyserii Rajkumar Santoshi (Lajja, The Legend of Bhagat Singh). W rolach głównych Ranbir Kapoor i Katrina Kaif. Film kręcono w Utakamand, Mumbaju, Pune, na Goa i w Turcji.

## Fabuła
Prem (Ranbir Kapoor) to obibok wyrzucany z domu przez zamartwiającego się o jego przyszłość ojca. Pocieszany przez mamusię. Rozbawiony z kumplami. Szukający okazji do łatwego zarobku, choćby kosztem oszustwa. Prezes "Happy Club", który ma uszczęśliwiać ludzi. Jego życie zmienia się, gdy w mieście pojawia się Jenny (Katrina Kaif). Dla niej hindus gotów jeść mięso. Wyznawca Śiwy modlić się o jej miłość do Jezusa....

## Obsada
| Aktor/Aktorka         | Rola                   |
| --------------------- | ---------------------- |
| Ranbir Kapoor         | Prem Shankar Sharma    |
| Katrina Kaif          | Jennifer Pinto         |
| Upen Patel            | Rahul Jalan            |
| Salman Khan           | (gościnnie gra siebie) |
| Darshan Jariwala      | Shiv Shankar Sharma    |
| Govind Namdeo         | Pitambar Jalan         |
| Smita Jaykar          | Sharda Sharma          |
| Navneet Nishan        | p. Pinto               |
| Mithilesh Chaturvedi  | p. Pinto               |
| Zakir Hussain         | Sajid Don              |
| Viju Khote            | Robert                 |
| Pradeep Kharab        | Tony                   |
| Sanatan Modi          | ojciec Tony'ego        |
| Rati Shankar Tripathi | Bhairon Singh          |
| Abhay Bhargava        | Terror Tej Singh       |

## Piosenki
1. Main Tera Dhadkan Teri
2. Tu Jaane Na
3. Oh By God
4. Tera Hone Laga Hoon
5. Prem Ki Naiyya
6. Aa Jao Meri Tamanna
7. Follow Me